# Veliki Novgorod

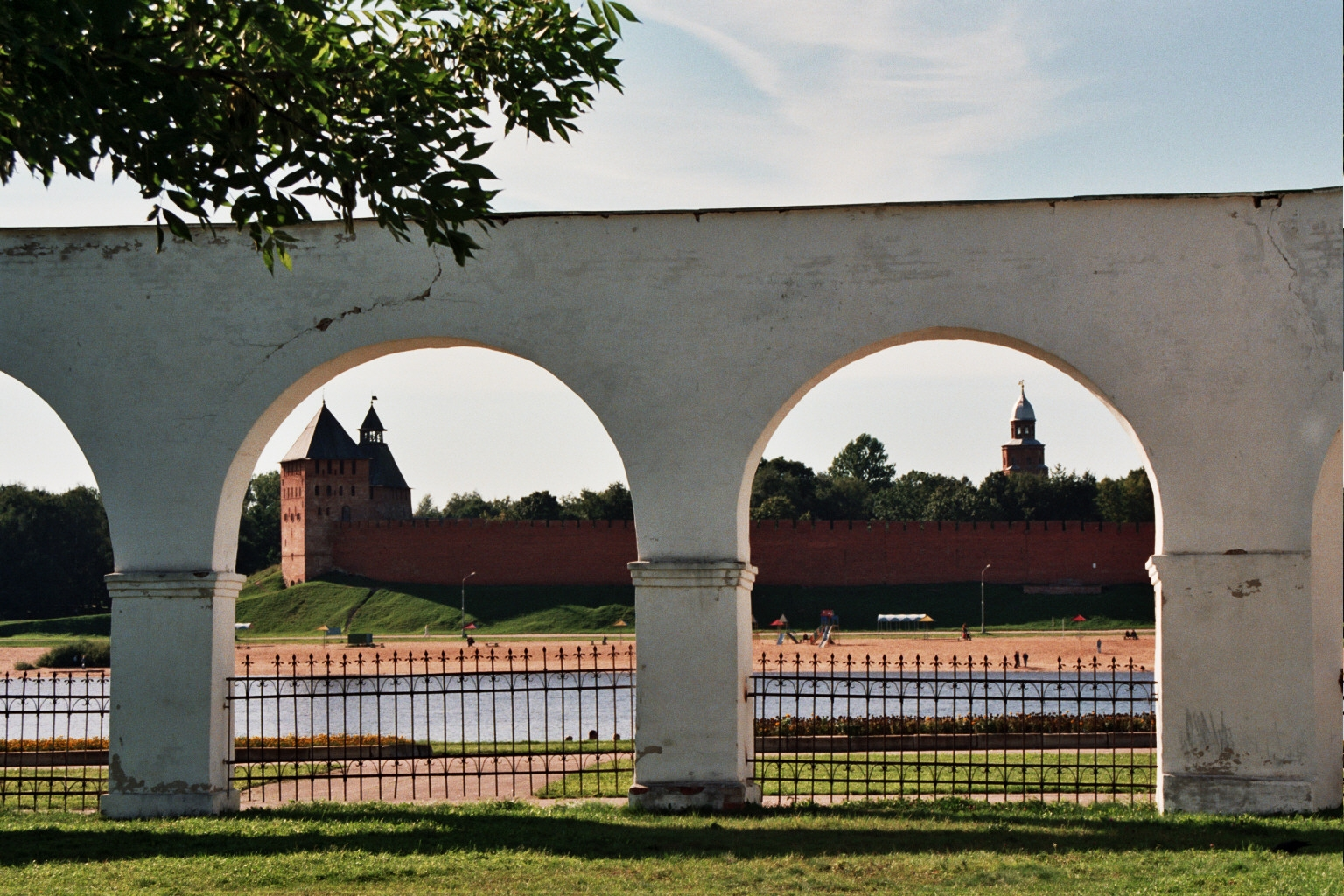
Kremlinul Novgorodului

Veliki Novgorod (rusă Вели́кий Но́вгород), cunoscut și ca Marele Novgorod sau Novgorod Veliki, sau simplu Novgorod (care înseamnă „oraș nou”) este unul dintre cele mai vechi și mai importante orașe istorice din Rusia, având peste 1,000 de ani de istorie. Orașul servește ca centru administrativ al regiunii Novgorod. Orașul este situat pe râul Volhov, în aval de gura sa de scurgere din lacul Ilmen și este situat pe autostrada federală M10, care îl conectează de Moscova și Saint Petersburg. UNESCO a recunoscut Novgorodul ca sit al Patrimoniului Mondial în 1992. Orașul are o populație de 218,717 locuitori.
La culmea puterii sale din secolul 14, orașul a fost capitala Republicii Novgorodului și unul dintre cele mai mari orașe ale Europei. Termenul "Veliki" („mare”) a fost în cele din urmă adăugat la numele orașului pentru a-l deosebi de alt oraș cu nume asemănător, Nijni Novgorod („noul oraș de jos”).

## Istoria
Novgorod este cel mai vechi oraș slav pomenit în documente istorice. Cronicile îl menționează pentru prima oară în 859, când era deja un important punct de reper pe drumul comercial din Baltica spre Bizanț. Numele vareg al orașului, Holmgard (sau Holmgarðr, Hólmgarður, Holmgaard, Holmegård), este menționat în Saga nordice, menționându-se o existență mai veche decât cele consemnate în documente. La început, Holmgard era numele fortăreței din sud-estul orașului de azi, Riurikovo Gorodișce (numit astfel după căpetenia Rurik, despre care se presupune că și-ar fi stabilit aici reședința). Datele arheologice sugerează că Gorodișce, reședința cnejilor locali, datează de pe la mijlocul secolului al IX-lea, de aici probabil și numele de "Orașul nou" al restului localității. La mijlocul secolului al X-lea, Novgorodul devenise un oraș medieval complet dezvoltat. 

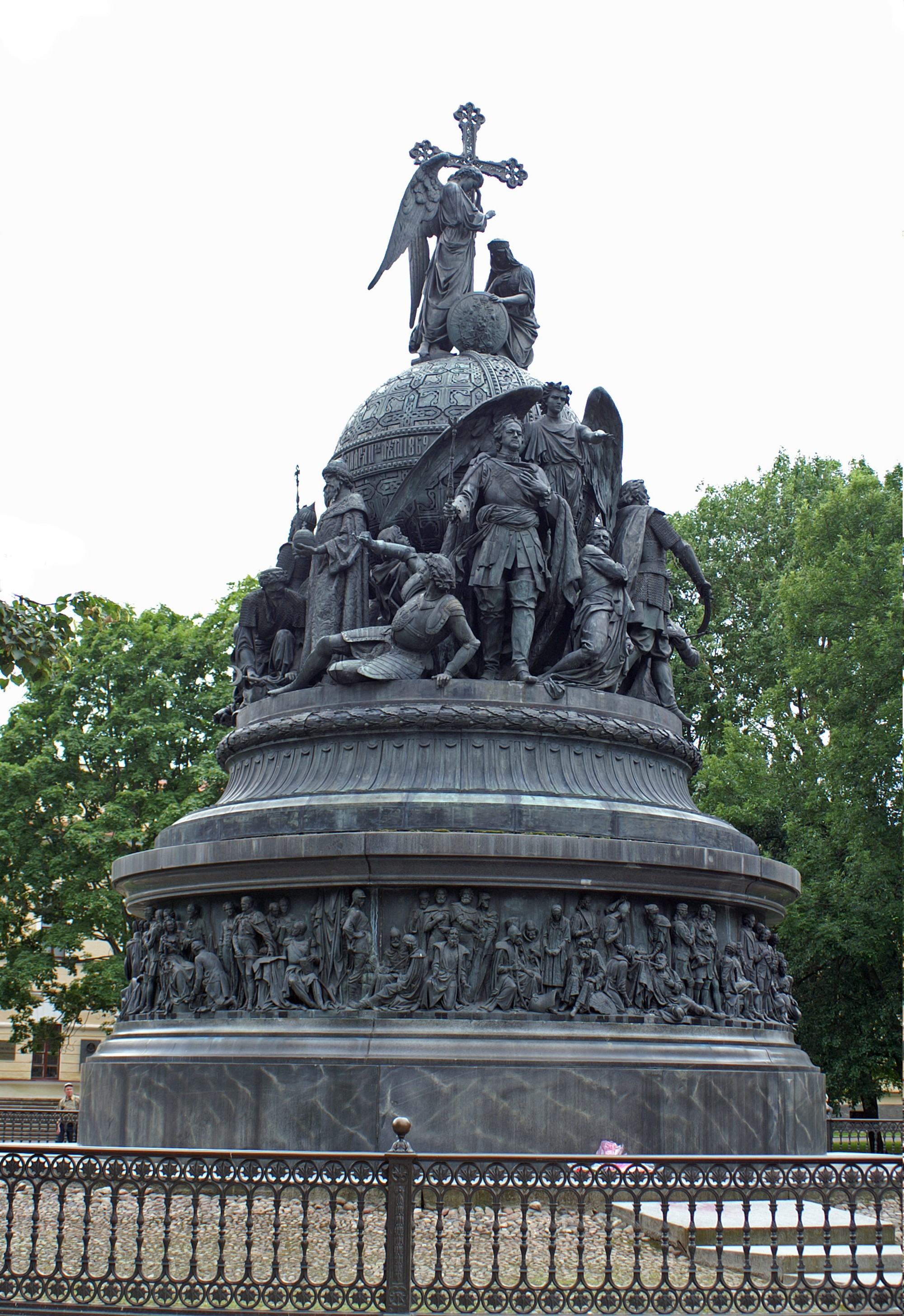
Monumentul din bronz Mileniul Rusiei (1862)

În 882, succesorul lui Rurik, Oleg al Novgorodului, a cucerit Kievul și a pus bazele Rusiei Kievene. În acest stat, Novgorodul era al doilea oraș ca importanță. Tradiția vremii cerea ca cel mai în vârstă fiu și moștenitor al cneazului din Kiev să fie trimis la Novgorod încă de foarte tânăr, pentru a se deprinde cu tainele  domniei. În Saga nordică, orașul este menționat drept capitală a Gardariki (țara slavilor răsăritenie). În Novgorod și-au găsit refugiu în vremuri de restriște patru regi vikingi:  Olaf I al Norvegiei, Olaf al II-lea al Norvegiei, Magnus I al Norvegiei și Harald Haardraade.
Dintre toți principii locali, novgorodenii prețuiesc cel mai mult memoria lui Iaroslav cel Înțelept,  cel care a dat primul cod de legi, (încorporat mai târziu în Russkaia Pravda (Pravila Rusă))  și cel care s-a remarcat ca fiind ctitorul Catedralei Sfânta Sofia, monument care poate fi admirat și azi. Ca semn de mulțumire pentru ajutorul primit în lupta pentru cucerirea tronului, Iaroslav a conferit numeroase privilegii orașului. Piața centrală a orașului poartă numele marelui cneaz.
În 1136, negustorii și boierii din Novgorod s-au separat de Kiev, au alungat prințul conducător și au proclamat Republica Novgorodului. Acest puternic oraș-stat a controlat o bună parte din Europa de nord-vest, din Estonia de azi până la Munții Ural. Cel mai important personaj al orașului era posadnikul, un funcționar ales de Vecea (adunarea) populară din rândurile aristocraților locali. Orașul era condus formal de un prinț, ales de asemenea de adunarea populară, dar hotărârile sale trebuiau să fie aprobate de posadnik pentru a căpăta putere de lege. În secolul al XIII-lea orașul a intrat în Liga Hanseatică.
În evul mediu, orașul a înflorit din punct de vedere cultural. Cea mai mare parte a populației era știutoare de carte. Documentele erau scrise pe coajă de mesteacăn. Când încă Parisul și Londra erau înecate în noroaie, Novgorodul era lăudat de călătorii străini pentru  străzile pietruite și curățenia din oraș. Câteva dintre cele mai vechi cronici rusești au fost scrise în Novgorod. Negustorul local Sadko a devenit erou în poveștile populare rusești.
Decăderea orașului a fost rezultatul incapacității de a asigura hrană numeroasei lui populații, ceea ce l-a făcut dependent de regiunea cerealieră din Vladimir-Suzdal. Cele mai importante orașe din acea zonă, Moscova și Tver, au folosit această dependență pentru a controla Novgorodul. Până în cele din urmă Ivan al III-lea al Cnezatului Moscovei a anexat Novgorodul în 1478. Novgorodul a rămas al treilea oraș rusesc ca importanță până când Ivan cel Groaznic a jefuit orașul și i-a măcelărit locuitorii în 1570.
În 1727, Novgorod a fost făcut centru administrativ al guberniei Novgorod din Imperiul Rus prin desprinderea unui teritoriu din gubernia Sankt Peterburg. (Vezi și: împărțirea administrativă a Rusiei, 1727-1728). Această împărțire administrativă a existat până în 1927, când orașul a devenit parte a regiunii Leningrad, pentru ca din 1944 să redevină centru administrativ regional al noii regiuni Novgorod.
În timpul celui de-al doilea război mondial, pe 15 august 1941, orașul a fost ocupat de armata germană. Monumentele sale istorice au fost distruse în mod sistematic. Când Armata Roșie a eliberat orașul pe 19 ianuarie 1944, dintre cele 1.536 clădiri din piatră, numai 40 mai erau încă în picioare. După încheierea războiului, centrul orașului a fost restaurat treptat. Monumentele sale cele mai importante au fost declarate Locuri din patrimoniul mondial. În 1998, orașul a primit în mod oficial numele de "Veliki Novgorod", revenind parțial la titlul medieval "Suveranul Novgorod cel Mare".

## Monumente

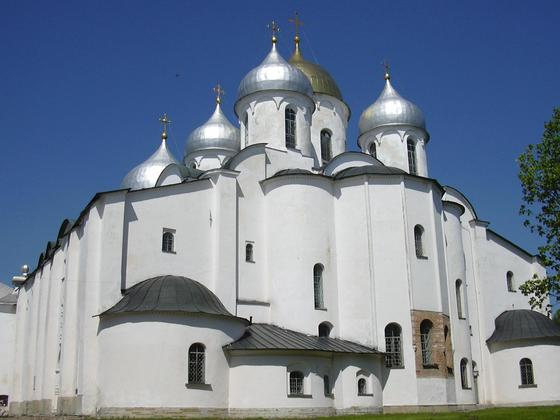
Catedrala Sfânta Sofia (1045) era considerată de novgorodenii din evul mediu simbol al independenței lor.

Nici un alt oraș rusesc sau ucrainean nu poate concura cu Novgorodul la capitolul monumente, atât ca varietate cât și ca vechime. Cel mai important monument este Catedrala Sfânta Sofia, construită în 1045 de Iaroslav cel Înțelept. Este cea mai bine conservată catedrală de secol al XI-lea și prima care este un exemplu pentru caracteristicile originale ale arhitecturii rusești: pereții sobri din piatră și cupolele sub formă de coif. Frescele au fost pictate în secolul al XII-lea și renovate în deceniul al șaptelea al secolului al XIX-lea. Ca particularitate, catedrala are porțile din bronz fabricate în Magdeburg în 1156, despre care se povestește că ar fi fost  furate de novgorodeni în 1187 din capitala de atunci a Suediei, Sigtuna.
În kremlinul din Novgorod, numit și Detineț, se află cel mai vechi palat din Rusia (1433), cea mai veche clopotniță (mijlocul secolului al XV-lea) și cel mai vechi turn cu ceas (1673). Printre construcțiile mai recente, cele mai importante sunt palatul imperial (1771) și monumentul din bronz Mileniul Rusiei (1862), acesta din urmă având reprezentate cele mai importante personalități  ale istoriei țării.
În afara zidurilor kremlinului, se află trei catedrale construite în timpul lui Mstislav cel Mare, ultimul monarh al tuturor rușilor: Catedrala Sfântul Nicolae (1113-1123, în care se află tabloul votiv al familiei lui Mstislav), Catedrala Mânăstirii Iuriev (1030, care este probabil cea mai veche din Rusia) și Catedrala Mânăstirii Antoniev.

Numeroase biserici vechi se află împrăștiate prin oraș. Unele dintre ele au fost aruncate în aer de naziști în timpul războiului și au fost refăcute după eliberarea orașului. Cele mai cunoscute sunt cele ale Sfinților Petru și Pavel, (1185-1192), a Bunei Vestiri din Miacino, (1179), a Adormirii Maicii Domnului (1180) și a Sfintei Paraschieva (1207). Capodopera arhitecturii nogorodene este considerată biserica Mântuitorului din Neredița (1198). 

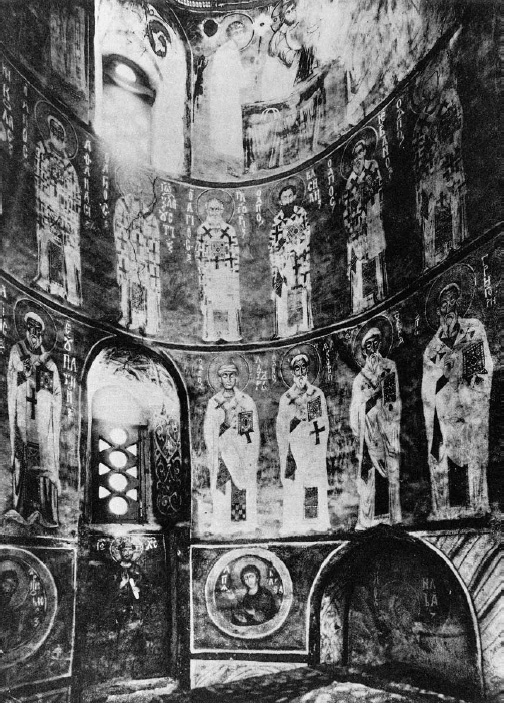
Biserica Neredița avea cele mai bune freșce de secol al XII-lea din toată Rusia. Aceste capodopee au pierit în 1944, când biserica a fost aruncată în aer de naziști.

În secolul al XIII-lea, a fost moda bisericilor mici de formă trilobată. Exemple din această perioadă sunt capela din Perin (1230) și cea a Sfântului Nicolae de pe ostrovul Lipnia (1292, unde pot fi văzute și fresce din secolul al XIV-lea). În secolul următor au fost dezvoltate două tipuri noi de biserici, cele mai reprezentative fiind cea a Sfântului Theodor (1360-1361, cu fresce din 1380) , iar alta fiind cea a Mântuitorului de pe strada Ilîina (1374, pictată în 1378 de Teofan Grecul). Biserica Mântuitorului din Kovalevo (1345) se remarcă prin influențele arhitecturii sârbești.
Cucerirea Novgorodului de către Ivan al III-lea a schimbat în mod decisiv arhitectura locală. Comenzile importante au fost executate de meșteri moscoviți după modelele catedralelor Kremlinului din Moscova, (Catedrala Mântuitorului din Mânăstirea Hutin (1515), Catedrala Sfâtului Nicolae din Mânăstirea Viasciji (1685)). Bisericile parohiale au continuat însă tradiția arhitecturii locale (biserica Sfinților Boris și Gleb (1586)).
În satul Vitoslavliți, pe drumul dintre Novgorod și Mânăstirea Iuriev, a fost deschis un muzeu al civilizației lemnului. Aici sunt expuse numeroase biserici, case și mori din lemn din întreaga regiune a Novgorodului.

## Transporturile
Novgorod este legată de Moscova (531 km) și Sankt Peterburg (189 km) de autostrada M10. Autocarele asigură curse regulate cu cele două orașe și cu alte localități. Pe calea ferată se asigură legătura cu Moscova (cu trenuri de noapte, cu sosirea în Gara Leningradski), cu St. Peterburg (cu trenuri suburbane, cu sosirea în gările Moskovski și Vitebski) și cu alte orașe importante ale Rusiei precum Pskov sau Murmansk.
Aeroporturile Iurievo și Kreceviți nu asigurau curse regulate până în urmă cu un deceniu. Cel mai important aeroport internațional este Pulkovo din Sankt Peterburg.

## Personalități marcante
- Alexandr Nevski (c. 1220 - 1263, cneaz rus;
- Mstislav Dobujinski (1875 - 1957), pictor;
- Iosif Gurko (1828 - 1901), mareșal;
- Serghei Finikov (1883 - 1964), matematician;
- Vsevolod Kocetov (1912 - 1973), scriitor;

## Orașe înfrățite
- Strasbourg, Franța
- Rochester, New York, SUA
- Bielefeld, Germania
- Watford, Regatul Unit
- Zibo, China

### Imagini
- Photos tagged with novgorod on Flickr, photos likely of Novgorod the Great